# Ilkka Hanski

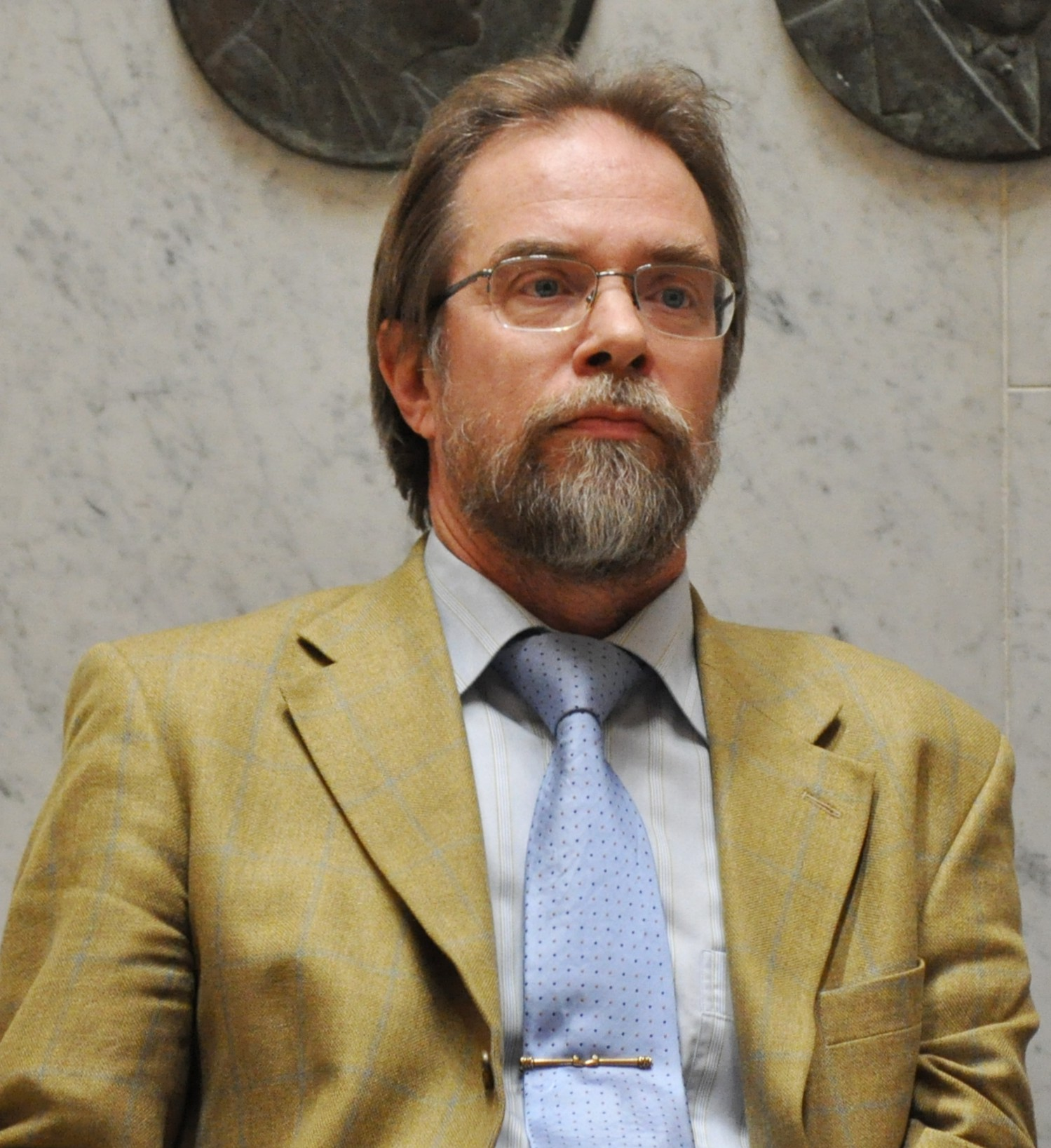
Ilkka Hanski 2009

Ilkka Aulis Hanski (* 14. Februar 1953 in Lempäälä; † 10. Mai 2016) war ein finnischer Ökologe und Evolutionsbiologe. Er ist insbesondere für seine wegweisenden Arbeiten auf dem Gebiet der Metapopulationen bekannt.

## Leben
Hanski erwarb 1976 an der Universität Helsinki einen Master in Zoologie, 1979 einen Ph.D. ebenfalls in Zoologie an der Universität Oxford. 1979 ging er als Forschungsassistent an die Universität Helsinki, 1988 erhielt er eine ordentliche Professur für Tierökologie, seit 1996 hatte er eine Forschungsprofessur der Akademie von Finnland inne.
Hanski war verheiratet und Vater dreier Kinder. Er verstarb am 10. Mai 2016 an Krebs.

## Wirken

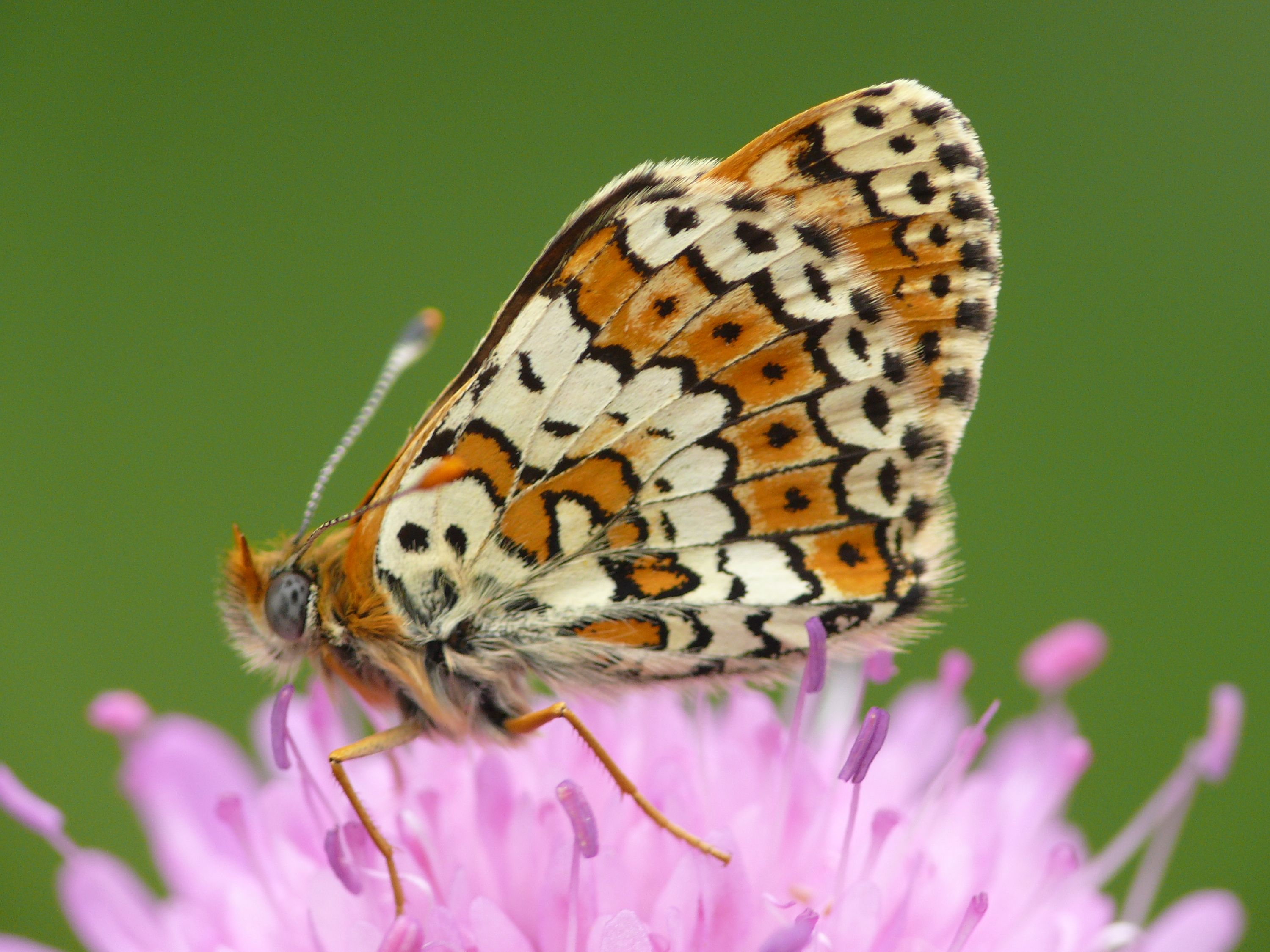
Wegerich-Scheckenfalter

Hanski ist vor allem für seine Arbeiten zu Populationen des Wegerich-Scheckenfalters in Südfinnland bekannt, an denen er – aufbauend auf Arbeiten von Richard Levins – grundlegende Prinzipien der Populationsbiologie darstellen und das Konzept der Metapopulationen weiterentwickeln konnte. Er beschäftigte sich mit Mechanismen, die das lokale Aussterben und das globale Überleben von Arten beeinflussen – insbesondere die Habitatfragmentierung – und der mathematischen Beschreibung dieser Mechanismen.
Weitere Arbeiten Hanskis befassten sich mit der adaptiven Radiation von Mistkäfern auf Madagaskar oder den Populationzyklen der Lemminge und Wühlmäuse. Neuere Arbeiten befassten sich mit den genetischen Grundlagen der Metapopulationen.
Hanski hat mehr als 250 Arbeiten verfasst, fünf davon gehörten 2010 zu den zehn meistzitierten Arbeiten der Biologie der Metapopulationen; Hanski selbst war der viert-meist zitierte Ökologe.

## Schriften (Auswahl)
Monografien
- I. Hanski (Hrsg.): Ecological significance of spatial and temporal variability. Annales Zoologici Fennici, Helsinki, 1988
- I. Hanski, E. Pankakoski (Hrsg.): Population biology of Eurasian shrews. Annales Zoologici Fennici, Helsinki, 1989.
- I. Hanski, Y. Cambefort (Hrsg.): Dung Beetle Ecology. Princeton University Press, Princeton, 1991.
- M. Gilpin, I. Hanski (Hrsg.): Metapopulation Dynamics. Academic Press, London, 1991;
- I. Hanski, M. Gilpin (Hrsg.): Metapopulation Biology: Ecology, Genetics and Evolution. Academic Press, San Diego, 1997.
- Metapopulation Ecology Oxford University Press, Oxford, 1999. ISBN 978-0-19-854066-3

Aufsätze
- I. Hanski, O. Ovaskainen: The metapopulation capacity of a fragmented landscape. In: Nature. Band 404, Nummer 6779, April 2000, S. 755–758, ISSN 0028-0836. doi:10.1038/35008063. PMID 10783887.
- O. Gilg, I. Hanski, B. Sittler: Cyclic dynamics in a simple vertebrate predator-prey community. In: Science. Band 302, Nummer 5646, Oktober 2003, S. 866–868, ISSN 1095-9203. doi:10.1126/science.1087509. PMID 14593179.
- H. Wirta, H. Viljanen, L. Orsini, O. Montreuil, I. Hanski: Three parallel radiations of Canthonini dung beetles in Madagascar. In: Molecular phylogenetics and evolution. Band 57, Nummer 2, November 2010, S. 710–727, ISSN 1095-9513. doi:10.1016/j.ympev.2010.08.013. PMID 20732432.
- I. Hanski, I. Saccheri: Molecular-level variation affects population growth in a butterfly metapopulation. In: PLoS biology. Band 4, Nummer 5, Mai 2006, S. e129, ISSN 1545-7885. doi:10.1371/journal.pbio.0040129. PMID 16620151. PMC 1440940 (freier Volltext).
- I. A. Hanski: Eco-evolutionary spatial dynamics in the Glanville fritillary butterfly. In: Proceedings of the National Academy of Sciences. Band 108, Nummer 35, August 2011, S. 14397–14404, ISSN 1091-6490. doi:10.1073/pnas.1110020108. PMID 21788506. PMC 3167532 (freier Volltext).
- C. Zheng, O. Ovaskainen, I. Hanski: Modelling single nucleotide effects in phosphoglucose isomerase on dispersal in the Glanville fritillary butterfly: coupling of ecological and evolutionary dynamics. In: Philosophical transactions of the Royal Society of London. Series B, Biological sciences. Band 364, Nummer 1523, Juni 2009, S. 1519–1532, ISSN 1471-2970. doi:10.1098/rstb.2009.0005. PMID 19414467. PMC 2690501 (freier Volltext).
- I. A. Hanski: Eco-evolutionary spatial dynamics in the Glanville fritillary butterfly. In: Proceedings of the National Academy of Sciences. Band 108, Nummer 35, August 2011, S. 14397–14404, ISSN 1091-6490. doi:10.1073/pnas.1110020108. PMID 21788506. PMC 3167532 (freier Volltext).

## Auszeichnungen (Auswahl)
- 1998 Mitglied der Academia Europaea[3]
- 2000 Balzan-Preis[4]
- 2000 Mitglied der Königlich Schwedischen Akademie der Wissenschaften[5]
- 2001 Mitglied der Finnischen Akademie der Wissenschaften
- 2001 Sewall Wright Award[6]
- 2002 Mitglied der Leopoldina[7]
- 2005 Ausländisches Mitglied der Royal Society[8]
- 2006 Mitglied der American Academy of Arts and Sciences[9]
- 2010 Ehrendoktorat der Technisch-Naturwissenschaftlichen Universität Norwegens
- 2010 Europäischer Latsis-Preis[2]
- 2010 Mitglied der National Academy of Sciences
- 2011 Crafoord-Preis[10]
- 2014 Mitglied der EMBO[11]
- 2015 BBVA Foundation Frontiers of Knowledge Award